# Tominanga
Tominanga é um género de peixes da família Telmatherinidae.

## Espécies
As seguintes espécies estão incluídas no género Tominanga:
- Tominanga aurea Kottelat, 1990
- Tominanga sanguicauda Kottelat, 1990

O género Tominanga, segundo o Catalogue of Life pode ser representado pelo seguinte cladograma:
| Tominanga | \| \| Tominanga aurea \| \| \| \| \| \| Tominanga sanguicauda \| \| \| \| |
|           | \| \| Tominanga aurea \| \| \| \| \| \| Tominanga sanguicauda \| \| \| \| |
|           | Kalyptatherina                                                            |
|           |                                                                           |
|           | Marosatherina                                                             |
|           |                                                                           |
|           | Paratherina                                                               |
|           |                                                                           |
|           | Telmatherina                                                              |
|           |                                                                           |
|           | Tominanga aurea                                                           |
|           |                                                                           |
|           | Tominanga sanguicauda                                                     |
|           |                                                                           |

|  | Tominanga aurea       |
|  |                       |
|  | Tominanga sanguicauda |
|  |                       |